# Die Chronycke Bachten de Kupe
Die Chronycke Bachten de Kupe is een heemkundig tijdschrift dat tussen 1968 en 2018 zes keer per jaar verscheen in Bachten de Kupe. Het werd gepubliceerd door de Regionale heemkring Bachten de Kupe. 

## Geschiedenis
Het tijdschrift startte in 1968. Met de naam wordt verwezen naar de ruime regio van Bachten de Kupe. Bij de start waren er in het werkgebied geen lokale heemkundige kringen. Die Chronycke Bachten de Kupe had een zustertijdschrift, Bachten de Kupe. Vanaf 2004 werden de twee tijdschriften samengevoegd.

## Inhoud
De inhoud van het tijdschrift bevatte artikels met focus op lokale, regionale en familiegeschiedenis op het grondgebied van het IJzerbekken, met de volgende regio's: de Westhoek (kust en hinterland), Westland (Poperinge, Ieper en omgeving), Middenkust (Nieuwpoort, Middelkerke), Oostland (Gistel, Oudenburg) en Frans-Vlaanderen.